# Torneo Competencia 1951
Het Torneo Competencia 1951 was de dertiende editie van deze Uruguayaanse voetbalcompetitie. Het toernooi liep van het (Uruguayaanse) najaar tot augustus 1951. CA Peñarol wist voor de zevende keer het toernooi te winnen. Titelverdediger Rampla Juniors FC eindigde dit keer op de vierde plaats.

## Teams
Aan het Torneo Competencia deden twaalf ploegen mee. Net als een jaar eerder had het toernooi ook deelnemers die niet in de Primera División actief waren. Behalve de ploegen die in 1951 op het hoogste niveau speelden, deden ook IA Sud América (de nummer twee van de tweede divisie vorig seizoen) en degradant CA Bella Vista mee. Alle deelnemende ploegen waren afkomstig uit Montevideo.
| Clubs          | Clubs                     |
| -------------- | ------------------------- |
| CA Bella Vista | Montevideo Wanderers FC   |
| Central FC     | Club Nacional de Football |
| CA Cerro       | CA Peñarol                |
| Danubio FC     | Rampla Juniors FC         |
| CA Defensor    | CA River Plate            |
| Liverpool FC   | IA Sud América            |

## Toernooi-opzet
Het Torneo Competencia werd gespeeld voorafgaand aan de Primera División. De twaalf deelnemende clubs speelden een halve competitie tegen elkaar en de ploeg die de meeste punten behaalde werd eindwinnaar. De behaalde resultaten telden ook mee voor het Torneo de Honor 1951. Het toernooi was een Copa de la Liga; een officieel toernooi, georganiseerd door de Uruguayaanse voetbalbond (AUF).

## Toernooiverloop
De wedstrijd tussen CA Peñarol en Liverpool FC, die tijdens de eerste speelronde op het programma stond, werd pas later gespeeld. Deze wedstrijd werd in juni ingehaald, tussen de achtste en negende speelronde in. Deze wedstrijd eindigde toen in 1–1, wat voor kanshebber Peñarol puntverlies betekende. Titelhouder Rampla Juniors FC wist hun duel in de eerste speelronde wel te winnen tegen CA River Plate. Ook tweedeklasser IA Sud América won; tegen Montevideo Wanderers FC werd het 2–1. De overwinning van Danubio FC op Central FC (3–2 voor La Franja) werd omgezet in een reglementaire nederlaag nadat bleek dat Danubio een niet-speelgerechtigde speler had opgesteld.
De tweede speelronde leverden zeges op voor onder meer Club Nacional de Football (tegen Liverpool) en Peñarol (tegen Central). Rampla Juniors en CA Defensor deelden de punten. Hierdoor was Nacional de enige ploeg die de eerste twee duels winnend af wist te sluiten. De daaropvolgende wedstrijd speelden ze echter gelijk tegen Rampla Juniors, waardoor er geen enkele ploeg meer was met zes punten uit de eerste drie speelrondes.
Defensor - na drie wedstrijden nog ongeslagen - verloor in de vierde speelronde van Sud América. Een wedstrijd later versloeg Sud América ook het gedegradeerde CA Bella Vista, dat nog altijd zonder punten was. Hierdoor vestigden de Naranjitas zich in de subtop van het klassement. Tijdens de zesde speelronde moesten ze echter hun meerdere erkennen in koploper Nacional, dat enkel tegen Rampla Juniors nog punten had laten liggen. De daaropvolgende wedstrijden speelde Nacional echter ook gelijk tegen Defensor en CA Cerro. Daardoor moesten ze met nog drie wedstrijden te spelen de leiding delen met Peñarol. De derde plaats was voor Defensor, met twee punten achterstand.
In de negende speelronde verloor Nacional voor het eerst; ze moesten met 3–2 hun meerdere erkennen in Danubio. Peñarol (tegen Montevideo Wanderers FC) en Defensor (tegen River Plate) wonnen wel. Dit betekende dat Peñarol het toernooi kon winnen als ze Nacional versloegen en Defensor niet won. Dit was ook precies wat er gebeurde: dankzij Alcides Ghiggia, die een jaar eerder Uruguay naar de wereldtitel had geschoten, won Peñarol met 1-0. Omdat Central ook van Defensor won, betekende dit dat Peñarol voor de zevende maal het Torneo Competencia had gewonnen.
Peñarol sloot het toernooi in stijl af, door River Plate met 7-0 te verslaan. Hierdoor bleven ze ongeslagen in het klassement. Omdat Nacional voor de vijfde keer op rij niet won, gaf dat Defensor nog de gelegenheid om de tweede plaats te bemachtigen. Dat was voor La Viola een evenaring van hun beste prestatie in het Torneo Competencia. Nacional, Rampla Juniors en Liverpool completeerden de top-vijf. Bella Vista kon twee wedstrijden voor het einde de laatste plaats niet meer ontlopen, maar de winstpartij tegen Danubio op de laatste speeldag voorkwam dat ze het toernooi zonder overwinning afsloten.

### Eindstand
|     | Club                      | Sp. | W | G | V | Pnt. | DV | DT | DS  |
| --- | ------------------------- | --- | - | - | - | ---- | -- | -- | --- |
| 1.  | CA Peñarol                | 11  | 8 | 3 | 0 | 19   | 28 | 6  | +22 |
| 2.  | CA Defensor               | 11  | 6 | 3 | 2 | 15   | 23 | 16 | +7  |
| 3.  | Club Nacional de Football | 11  | 5 | 4 | 2 | 14   | 23 | 14 | +9  |
| 4.  | Rampla Juniors FC         | 11  | 5 | 4 | 2 | 14   | 23 | 14 | +9  |
| 5.  | Liverpool FC              | 11  | 6 | 2 | 3 | 14   | 16 | 11 | +5  |
| 6.  | Central FC                | 11  | 4 | 3 | 4 | 11   | 20 | 26 | –6  |
| 7.  | CA River Plate            | 11  | 5 | 1 | 5 | 11   | 20 | 29 | –9  |
| 8.  | Montevideo Wanderers FC   | 11  | 2 | 4 | 5 | 8    | 17 | 22 | –5  |
| 9.  | CA Cerro                  | 11  | 2 | 4 | 5 | 8    | 15 | 20 | –5  |
| 10. | IA Sud América            | 11  | 3 | 2 | 6 | 8    | 14 | 23 | –9  |
| 11. | Danubio FC                | 11  | 2 | 2 | 7 | 6    | 15 | 19 | –4  |
| 12. | CA Bella Vista            | 11  | 1 | 2 | 8 | 4    | 10 | 24 | –14 |

| Winnaar Torneo Competencia 1951 |
| ------------------------------- |
| CA Peñarol 7e titel             |

1934 ·
1936 ·
1941 ·
1942 ·
1943 ·
1944 ·
1945 ·
1946 ·
1947 ·
1948 ·
1949 ·
1950 ·
1951 ·
1952 ·
1953 ·
1955 ·
1956 ·
1957 ·
1958 ·
1959 ·
1961 ·
1962 ·
1963 ·
1964 ·
1967 ·
1985 ·
1986 ·
1987 ·
1988 ·
1989 ·
1990